# Acesso à informação
O acesso à informação é a possibilidade de buscar, obter e difundir informações produzidas ou custodiadas por órgãos públicos e outras instituições submetidas a essa obrigação legal, desde que não sejam informações protegidas por exceções previstas na legislação. As informações podem estar em qualquer formato ou meio, como documentos, bases de dados e outras mídias.  
A noção de acesso à informação é frequentemente apresentada como um princípio estruturante de sociedades democráticas e como um instrumento que deve ser assegurado pela Administração Pública para viabilizar a luta contra a corrupção, a participação social e o acesso à justiça. Também pode ser compreendido como um direito fundamental, por vezes chamado de liberdade de informação ou o "direito de saber", sendo parte integrante do direito humano à liberdade de expressão. 